# Inschrift von Başbulak
Die urartäische Inschrift von Başbulak, 5 km von Taşburun (Tsolakert) entfernt, liegt auf dem nördlichen Hang des Berges Ararat. Sie wurde in den Ruinen einer urartäischen Festung entdeckt.
Sie wurde von N. V. Nikolskij bereits 1893 publiziert.
Die Inschrift berichtet von einem Bauwerk, das dem Gott Ḫaldi geweiht war:
„dḪaldi, dem Mächtigen, hat Menua, Sohn des Išpuini, dieses majestätische Haus erbaut, er erbaute diese Festung (É.GAL), (es wurde) majestätisch erbaut, aufgerichtet im Namen des Menua.“
Die folgende Zeile nennt die Titel des Herrschers:
„Für dḪaldi, den Mächtigen – Menua, Sohn des Išpuini, Herr der Gesamtheit, König des Landes Biainili, Herrscher der Stadt Tušpa.“
Harutjunjan nimmt an, dass es sich bei dem Bauwerk um einen Turmtempel (susi) handelte.